# Міністерство геології Української РСР
Міністерство геології Української РСР — союзно-республіканське міністерство, входило до системи органів геології СРСР і підлягало в своїй діяльності Раді Міністрів УРСР і Міністерству геології СРСР.

## Історія
Утворене 23 жовтня 1965 року. Ліквідоване 9 вересня 1987 року.

## Міністри геології УРСР
- Котиков Михайло Андрійович (1965—1967)
- Шпак Петро Федорович (1967—1982)
- Гавриленко Микола Мефодійович (1982—1987)